# Filofej
Filofej (Philotheus, ryska: Филофей), född cirka 1465, död 1542, var en rysk munk som antagligen föddes i eller nära Pskov, och det var där han dog. Denne munk har främst blivit känd då han i en skrivelse till den ryske Storfursten av Moskva (han som blev den ryske tsaren) skrev att "Världen har sett två tidigare Rom, vi skola bli det Tredje Rom, och något fjärde kommer aldrig existera".
Många räknar detta som startskottet till det ryska imperiet, då storfurstarna av Moskva sedermera anammade titeln tsar, som syftar på latinets Caesar, men många forskare har också kritiserat ett så simplistiskt schema.